# ユリウス・フレーベル

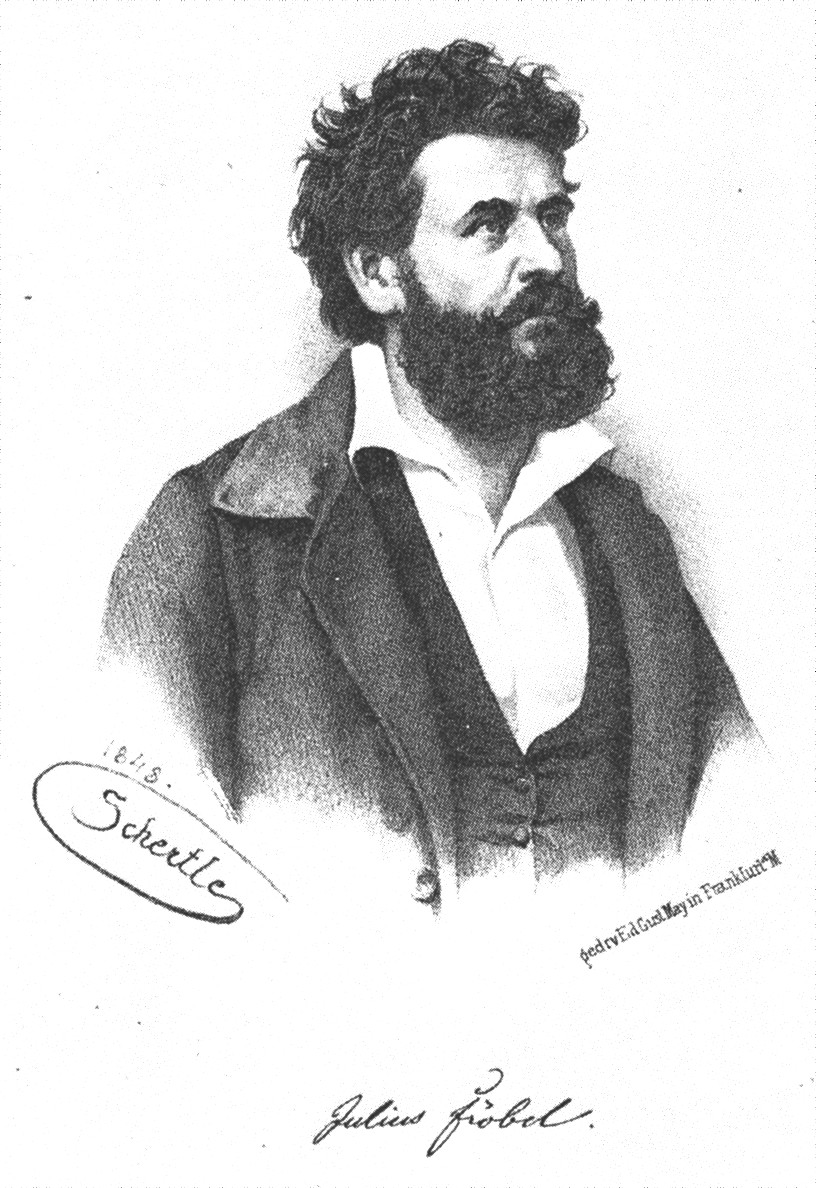
ユリウス・フレーベル（1848年）

カール・フェルディナンド・ユリウス・フレーベル（Carl Ferdinand Julius Fröbel, 偽名 C. Junius, 1805年6月16日 - 1893年11月6日）は、ドイツの地質学者で政治家。フランクフルト国民議会の代議員で、アメリカ亡命から戻ってきたのち、新聞編集者で外交官を務めた。

## 生涯
ヘッセンのグリースハイムに4人兄弟の長男として生まれる。父はフリードリヒ・フレーベルの兄で、グリースハイムの牧師だったが、カールが9歳の時に死去した。ルーデルシュタットのギムナジウムに通っていたが、経済的な困窮もあって、学費、食費を免除されていた。1817年に隣町のカイルハウにあった叔父フリードリッヒの一般ドイツ教育舎 (Allgemeine Deutsche Bildungsanstalt) に移る。1823年にそこの学校を卒業。その後、測量技師の助手をして学費を稼ぎ、ミュンヘン大学で自然科学を学ぶ。その中で地質学が最も彼の関心を引いた。1833年、学位取得。その後さらにイェーナ大学およびベルリン大学で鉱物学を学んだ。
1833年、彼はアレクサンダー・フォン・フンボルトの仲介で、チューリッヒの工業専門学校に留学。若きゴットフリート・ケラーの教え子の一人となる。1836年にチューリッヒ大学の鉱物学教授に就任。教授資格論文は『結晶形成の仕組みの基本特徴』と題されたものである。これに伴い1838年、チューリッヒ行政区の市民権を取得している。この行政区の直接民主制への市民としての関わりの中で、彼は政治参加に目覚めていった。
1840年、チューリッヒ・ヴィンタートゥール文学局 (Literarisches Comptoir Zürich und Winterthur) という出版社を興し、C・ユニウスの偽名を使って、ドイツでは出版禁止になった民主主義的な文学作品の出版社にして、編集者として活動を始める。ブルーノ・バウアー、フリードリヒ・エンゲルス、ルードヴィッヒ・フォイエルバッハ、アーノルト・ルンゲ、フリードリッヒ・ヴィルヘルム・シュルツ、そしてダーフィト・フリードリッヒ・シュトラウスの著作や、ゲオルク・ヘルベク、ホフマン・フォン・ファーレスレーベン、そしてゴットフリート・ケラーの詩歌を刊行した。1849年にはチューリッヒ大学の教授職を辞任。
1848年10月、フランクフルト国民議会の代議員となる。1848年6月14-17日、フランクフルト・アム・マインでの民主化議会に関与したあと、まず共和派左派の代表者となり、その後中央3月連盟で指導的な役割を演じた。その後彼は、より穏健な親オーストリア的立場に与した。ロベルト・ブルムに率いられた議員団の一員としてウィーンに赴き、ブルムとともに、1848年のウィーン十月蜂起にも関わった。ヴィンディッシュ・グラーツ公アルフレート1世によって事が挫折したのち、彼はこの加担の罪でウィーンで死刑の宣告を受けた。同志のブルムはブリギッテナウで銃殺されたものの、フレーベルは恩赦を受け、アメリカ合衆国に亡命してフランツ・ハインリッヒ・ツィッツと共に弁護士業を営んだ。彼はアメリカでも政治や奴隷制廃止運動に積極的に関わったが、今回は経済的な動機が陰でかなり働いていたように見られる。アメリカの黒人奴隷の人権的な問題は彼にはほとんど重きをなしていなかった。むしろ、彼の著作の中では、明らかに人種差別的な態度を見てとることができる。1849年から1857年までの期間は、主としてニューヨークで生活していた。
1857年、恩赦によりドイツに帰国した。それからは大ドイツ的な解決のための統一運動に関与し、『大ドイツ的懸案の指導』という思想表明の著述でフランクフルト君主議会を支援した。
普墺戦争でオーストリアが敗北し、それともない大ドイツ的解決が明らかに不可能になった後、フレーベルは1867年から1873年まで南ドイツ出版で編集者を務め、統合への指導的な力を鼓舞した。
68歳で彼はドイツ帝国の外交の仕事に足を踏み入れ、トルコのイズミルの領事になり、のちアルジェの領事も務めた。1888年に彼はこれらの仕事から引退している。同年、彼の妻も死去、彼はスイスの兄弟たちの住む地元に戻った。1893年にチューリッヒにて没。

## 著作
- Mitteilungen aus dem Gebiet der theoretischen Erdkunde. Mitautor: Oswald Heer. 2 Hefte. Zürich 1834.
- Die physische Geographie, als systematische Wissenschaft, gemeinfaßlich dargestellt. Zürich 1836.
- Grundzüge eines Systems der Krystallologie. Zürich 1843.
- System der socialen Politik. 2 Bdd. Mannheim 1847.
- Monarchie oder Republik? Ein Urteil von Julius Fröbel. Mannheim 1848.
- Wien, Deutschland und Europa. Wien 1848.
- Grundzüge zu einer republikanischen Verfassung für Deutschland. Der in Frankfurt zusammengetretenen constitutionellen Versammlung vorgelegt. Mannheim 1848.
- Die deutsche Auswanderung und ihre culturhistorische Bedeutung. Fünfzehn Briefe an den Herausgeber der Allgemeinen Auswanderungs-Zeitung. Leipzig 1858. Digitalisat
- Theorie der Politik als Ergebnis einer erneuten Prüfung demokratischer Lehrmeinungen. 1. Bd.: Die Forderungen der Gerechtigkeit und Gleichheit im Staate. Wien 1861. 2. Bd.: Die Tatsachen der Natur, der Geschichte und der gegenwärtigen Weltlage als Bedingung und Beweggründe der Politik. Wien 1864.
- Die Forderungen der deutschen Politik. In: Kleine politische Schriften. Stuttgart 1866.
- Die Gesichtspunkte und Aufgaben der Politik. Eine Streitschrift nach verschiedenen Seiten. Leipzig 1878.
- Lebensschicksale eines Achtundvierzigers in der Alten und Neuen Welt. Buchreihe:Abenteuerliche Lebensläufe Bd. 9. Heidenheim 1971.

## 文献
- Rainer Koch: Demokratie und Staat bei Julius Fröbel 1805 – 1893. Liberales Denken zwischen Naturrecht und Sozialdarwinismus. Wiesbaden 1978, ISBN 3515026940.
- Rainer Koch: Julius Fröbel. Demokratie und Staat. In: Sabine Freitag (Hrsg.): Die Achtundvierziger. Lebensbilder aus der deutschen Revolution 1848/49. München 1998, S. 146-159.
- Wilhelm Mommsen: Julius Fröbel. Wirrnis und Weitsicht. In: Historische Zeitschrift. Bd. 181, München 1956.
- Jürgen Zinnel: Julius Fröbel und die deutsche Verfassung. In: Studiengesellschaft für direkte Demokratie und sozialistische Ideen (SDS) (Hrsg.): Utopie und Zeitgeschichte. Materialien, Dokumente, Impulse, Diskussionen. Nr. 3. Basel 2000, S. 3-6.
- Dietmar Schuler: Staat, Gesellschaft und Deutsche Frage bei Julius Fröbel (1805-1893). Studien zu Ursprung und Entwicklung des deutschen Liberalismus im 19. Jahrhundert. Diss., Innsbruck 1984.
- Dietmar Schuler: Julius Fröbel (1805-1893). Ein Leben zwischen liberalem Anspruch und nationaler Realpolitik. In: Innsbrucker Historische Studien. Bd 7/8. Innsbruck 1985. S. 179-261.
- Herbert P. Carlin: The Repentant Forty-Eighter. Julius Froebel and the Politics of Federalism. Diss., Virginia 1976.